# 海道記
『海道記』（街道期）は、貞応2年（1223年）成立と考えられる紀行文。内容は貞応2年（1223年）4月4日、白河の侘士なる者が京都から鎌倉に下り、17日鎌倉に着き、善光寺参りの予定をやめて、さらに帰京するまでを描いている。中世三大紀行文（ほかに『東関紀行』、『十六夜日記』）のうちの一つ。

## 概要
作者は、近世、寛文4年（1664年）に本書が『鴨長明海道記』として、慶長2年（1597年）の細川幽斎の跋を加えて上梓されていることから、古くから鴨長明と考えられてきたが、鴨長明の没年（1216年）と本書の成立に齟齬をきたすため、鴨長明説は否定されている。作者は漢籍や和歌の道に通じた人物であることから、源光行を作者とする説もあるが、その経歴と齟齬することから、懐疑的な見方が大勢を占めている。ただし、本書の一部に虚構を想定するならば、源光行であってもおかしくはない。また、藤原秀能を作者とする説もある。近年では、承久の乱で犠牲になった葉室宗行を特に悼み、さらに承久の乱により落魄したかのような記述から、宗行の兄弟である下野守従五位下藤原行長を作者とする説もでている。下野守従五位下行長は、『平家物語』作者とされる信濃前司行長に比定されている人物で、本書の作者であってもおかしくはない。いずれの説にせよ、作者を特定するには決め手に欠けるため、とりあえずは作者未詳とする他なく、今後の研究が待たれる。
本書は、四六駢儷体で、対句を頻用している。漢文の古訓による特殊な用語などが多くみえる。『和漢朗詠集』や『本朝文粋』さらには仏教語などが頻出しており、紀行文の枠を越えた思想性を含んでいる。東国は発心修行の適地であるとする。
また作者の意図した一つに歌枕の探訪をあげる事が出来よう、特に『伊勢物語』ゆかりの故地を尋ね、在原業平の跡を偲んだ感銘を記している。また東海一の霊峰富士山や、天中川（天竜川）等各地の景勝の様子を活写している。

## テキスト
- 『東関紀行・海道記』 岩波書店〈岩波文庫〉 1935年
- 『海道記・東関紀行・十六夜日記』 朝日新聞社〈日本古典全書〉 1951年
- 『海道記総索引』 明治書院 1976年
- 『日本紀行文集成』第三巻　日本図書センター 1979年
- 『海道記の研究　本文編研究編』 笠間書院 1979年
- 『海道記全釈』 笠間書院 1990年
- 『中世日記紀行集』 岩波書店〈新日本古典文学大系〉 1990年
- 『中世日記紀行集』 小学館〈新編日本古典文学全集〉 1994年